# Christoph Mause (Künstler)
Christoph Mause (* 14. Juli 1965 in Meschede) ist ein deutscher Maler und Bildhauer.

## Leben
Nach dem Abitur in Meschede studierte Mause ab 1987 an der Kunstakademie Münster und war 1993 Meisterschüler bei Reiner Ruthenbeck. Das Studium schloss er mit dem Diplom „Freie Kunst“ sowie dem Staatsexamen für Lehramt ab. Er hatte Lehraufträge an der Pädagogischen Hochschule Heidelberg (2006) und an der Universität Paderborn (2012). Seit 2016 ist er Mitglied des Kuratoriums August-Macke-Preis des Hochsauerlandkreises.
Seine Arbeiten zeigen vorwiegend Tierobjekte sowie abstrakte Malerei.
Mause ist verheiratet und hat zwei Kinder. Er ist Lehrer am Gymnasium der Benediktiner Meschede.

## Rezeption
„Christoph Mause zeigt Tiere in Schwierigkeiten. Kunststück, sie bewegen sich auf riskantem Terrain. Sie werden Akteure in einem künstlerischen Geschehen, welches banale Alltagsgegenstände: Hammer, Glühbirne, Warndreieck, Bretter, Seile in unbekannte Konstellationen versetzt. Die Tiere sind dabei die entscheidenden Protagonisten. Sie geraten in Konflikte mit den Dingen, die den Betrachter schmunzeln lassen. Mauses Humor spekuliert dabei auf eine gewisse Schadenfreude, gleichwohl verstrickt er seine Geschöpfe nicht in vordergründige Slapstick-Anekdoten [...].“

„Formstrenge Plastik besitzt meist keinen Humor, wie Humor überhaupt nicht als Domäne der Plastik gilt. Die Skulpturen von Christoph Mause sind formstreng und haben doch Esprit. Sie vereinen zwei Kontraste, die sich nach gängigen Mustern ausschließen: der Minimal Art nahestehende Formstrukturen und täuschend naturalistische Tierrequisiten. [...]“

## Ausstellungen (Auswahl)
- 1994 Christoph Mause: Tierisches - Objekte 1991–1993, Kunstverein Siegen
- 1994 3. Festival der Kunst- und Musikhochschulen NRW, spektakel ‘94, Ausstellungsbeteiligung im Museum am Ostwall, Dortmund
- 1995 Ausstellungsbeteiligung beim Kunstpreis „junger westen 95“, Kunsthalle Recklinghausen[3]
- 1997 „Animal Farm“, Viola Borós, Christoph Mause, Timm Ulrichs, Künstlerdorf Schöppingen
- 2006 Tiergeflüster: Christoph Mause, Objekte, Malerei, Zeichnungen, Ausstellungsraum der Abtei Königsmünster, Meschede
- 2010 Animal Art - Kunstverein Schwetzingen, 27 Künstlerinnen und Künstler zum Thema Tier, Kunstverein Worms
- 2011 Tierisch - Große Kunstausstellung München im Haus der Kunst[4]
- 2014 „Schnittstelle Kunst“ - Carl Peter Buschkühle, Christoph Mause, Pitt Moog, Margret Berghoff, Beate Herrmann, Charlotte Stahl, „kunsthaus alte mühle“, Schmallenberg
- 2018 „THEMA KREUZ“, Malerei - Zeichnung - Objekt - Plastik - Fotografie - Installation, Julia Arztmann, Alfred Grimm, Christoph Mause, Axel Vater, 27. September bis 4. November 2018, Kunstverein Siegen e.V. im Haus Seel, Siegen
- 2020 „BLIND DATE“ mit Ina Schüttler, Ronna Stirnberg und Christoph Mause, 20. Juli bis 9. August 2020, Kloster Wedinghausen, Arnsberg

## Stipendien und Förderpreise
- 1989 Stipendium des Landes Latium (Italien) für die Beteiligung am „Progetto Civitella D’Agliano“
- 1991 Förderpreis der Kunstakademie Münster
- 1993 Förderpreis des Landschaftsverbandes Westfalen-Lippe, Studiogalerie XVI